# Volker Stephan (Politiker)

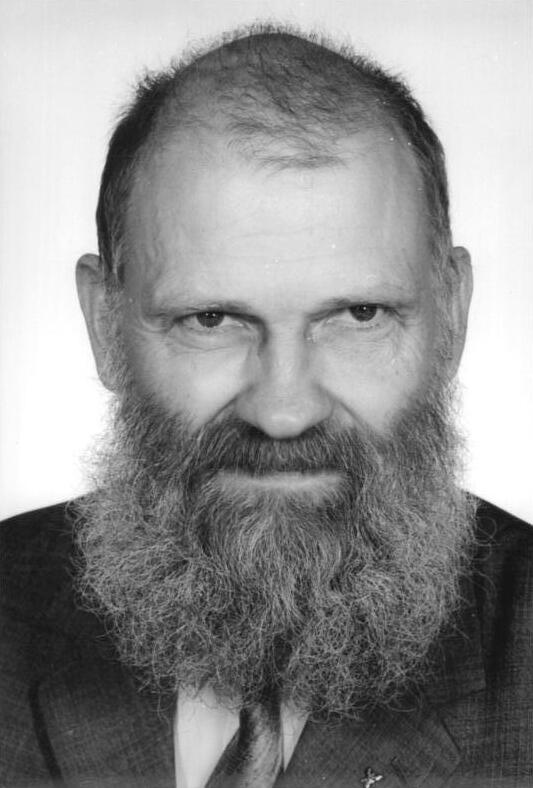
Volker Stephan (1990)

Volker Stephan (* 1. August 1938 in Halle (Saale)) ist ein deutscher Veterinärmediziner und Politiker (SPD).

## Leben und Beruf
Nach dem Studium an der Karl-Marx-Universität Leipzig  legte Stephan 1961 das Staatsexamen als Veterinärmediziner ab. 1964 promovierte er am Lehrstuhl für Biochemie der Karl-Marx-Universität Leipzig mit der Arbeit Untersuchungen über den Blutglutathiongehalt verschiedener Haussäugetiere zum Dr. med. vet. Von 1963 bis 1973 war er als praktischer Tierarzt in Seehausen (Altmark) tätig. 1973 wurde er Abteilungsleiter für Bauhygiene am Bezirksinstitut für Veterinärwesen in Stendal.

## Politik
Stephan trat Ende 1989 in die neugegründete SDP ein und wurde im März 1990 im Wahlkreis Magdeburg für die SPD in die Volkskammer gewählt. Im Oktober 1990 gehörte er zu den 144 Abgeordneten, die von der Volkskammer in den Bundestag entsandt wurden. Bei der Bundestagswahl im Dezember 1990 kandidierte er erfolglos.
Von 1991 bis 1994 war Stephan Erster Beigeordneter der Stadt Stendal und von Juni 1994 bis Juni 2001 Oberbürgermeister von Stendal.

## Auszeichnungen
- 2020: Bundesverdienstkreuz am Bande[1]